# Gene Conley
Gene Conley, właśc. Donald Eugene Conley (ur. 10 listopada 1930 w Muskogee, zm. 4 lipca 2017 w Foxborough) – amerykański koszykarz występujący na pozycjach skrzydłowego lub środkowego, baseballista występujący na pozycji miotacza oraz trener koszykarski, trzykrotny mistrz NBA i jednokrotny World Series.
Jest jednym z zaledwie dwóch sportowców w historii (drugi to Otto Graham – Mistrz NBL i AAFC z 1946 roku, dodatkowo 3-krotny mistrz AAFC i NFL), którzy zdobyli mistrzostwa w dwóch z czterech czołowych lig amerykańskich, jedno z Milwaukee Braves, podczas  World Series w 1957 i trzy z Boston Celtics w NBA (1959–1961).

## Osiągnięcia
Na podstawie, o ile nie zaznaczono inaczej.

### Koszykarskie
NCAA
- Zaliczony do:
  - składu honorable mention All-America (2x)
  - I składu All-PCC (1950)

NBA
- Mistrz NBA (1959–1961)

### Baseballowe
NCAA
- Wicemistrz College World Series (1950)
- Zaliczony do Galerii Sław Sportu Washington State University (1979)
- Uczestnik meczu gwiazd – Hearst All-Star Gam (1948)

MLB
- Mistrz World Series (1957)
- American Association Most Valuable Player Award (1953)
- 4-krotny uczestnik meczu gwiazd MLB (1954, 1955, 1959-2x)
- Powrót Roku – Comeback Player of the Year (1959 według Baseball Writers’ Association of America)

Inne
- MVP Eastern League (1951)
- Zawodnik Roku – Minor League Player of the Year (1951 według Sporting News)